# Hercostomus indianus
Hercostomus indianus är en tvåvingeart som beskrevs av Harmston 1952. Hercostomus indianus ingår i släktet Hercostomus och familjen styltflugor.
Artens utbredningsområde är Iowa. Inga underarter finns listade i Catalogue of Life.